# Cirolana paraerodiae
Cirolana paraerodiae är en kräftdjursart som beskrevs av Müller och Salvat 1993. Cirolana paraerodiae ingår i släktet Cirolana och familjen Cirolanidae. Inga underarter finns listade i Catalogue of Life.